# 1. FC Wunstorf
Der 1. FC Wunstorf (offiziell: 1. Fußballclub Wunstorf von 1919 e. V.) ist ein Fußballverein aus Wunstorf in der Region Hannover. Die erste Fußballmannschaft nahm einmal am DFB-Pokal teil und spielte von 2012 bis 2019 in der Oberliga Niedersachsen.

## Geschichte
Nachdem eine Vereinsgründung von 1913 unter dem Namen VfR wegen des Ersten Weltkriegs nicht von langer Dauer war, kam es im Jahre 1919 im Wesentlichen aus dem früheren Spielerkreis des VfR zur Gründung des FC Wunstorf, der 1934 mit Schwarz-Weiß 1927 Wunstorf zur Spielvereinigung Wunstorf fusionierte. Nach dem Zweiten Weltkrieg fusionierte die Spielvereinigung kurzzeitig mit dem MTV Wunstorf zum TuS Wunstorf, von dem sich am 15. Juli 1950 der FC Rot-Weiß Wunstorf abspaltete. Am 22. Januar 1972 fusionierten die Spielvereinigung und der FC Rot-Weiß zum heutigen 1. FC Wunstorf.
Die SpVgg Wunstorf schaffte im Jahre 1961 den Aufstieg in die drittklassige Amateurliga 3 und qualifizierte sich drei Jahre später für die neu geschaffene Verbandsliga Süd. Im Jahre 1967 wurde die SpVgg dort Vizemeister hinter Niedersachsen Döhren. Während der Fusionssaison 1971/72 blieb man als Vorletzter nur deshalb in der Liga, weil Meister Hannoverscher SC den Aufstieg in die Landesliga Niedersachsen schaffte. Ein Jahr später folgte der tatsächliche Abstieg als Vorletzter. 1974 gelang der sofortige Wiederaufstieg. Gleichzeitig erreichte man das Endspiel um den Niedersachsenpokal, welches mit 3:4 gegen Eintracht Nordhorn verloren ging. In der ersten Runde des DFB-Pokals 1974/75 verlor die Mannschaft in der ersten Runde mit 1:3 beim SV Sandhausen. Zurück in der Verbandsliga Süd wurde der 1. FC auf Anhieb Meister, scheiterte aber in der Aufstiegsrunde. Im Entscheidungsspiel verloren die Wunstorfer mit 0:3 gegen den BV Cloppenburg. 1976 gelang schließlich der Aufstieg nach einem 1:1 bei Falke Steinfeld.
Nach einem siebten Platz in der Aufstiegssaison führte der 1. FC in der Spielzeit 1977/78 wochenlang die Tabelle an, ehe die Mannschaft am Saisonende ins Straucheln geriet. Schließlich mussten die Wunstorfer mit dem SV/MTV Winsen/Luhe ein Entscheidungsspiel um den Einzug in die Aufstiegsrunde zur Oberliga Nord bestreiten. Winsen gewann das Spiel mit 1:0. In der Folgezeit ging es steil bergab. Nach zwei Abstiegen in Folge fand sich der 1. FC schon 1980 in der Bezirksliga wieder. Nach einem kurzen Gastspiel in der Saison 1982/83 schaffte man erst 1998 die Rückkehr in die Landesliga Hannover. Zwei Jahre später stiegen die Wunstorfer gar in die Niedersachsenliga West auf, aus der man 2003 abstieg. Zehn Jahre später gelang der Oberligaaufstieg. Die Mannschaft spielt damit 2013/14 erstmals in der Oberliga Niedersachsen, aus der die Wunstorfer 2019 absteigen mussten.

## Stadien
Ursprünglich wurde Fußball in Wunstorf auf der so genannten Feuerwehrwiese, dem heutigen Jahnplatz, gespielt, ehe in den 1970er Jahren die Sportanlagen in der Barne entstanden. Das Barnestadion mit Tartanbahn und Tribüne fasst deutlich mehr Zuschauer als die benachbarte, über 20 Jahre später entstandene Barne-Arena, in der jedoch als reiner Fußballplatz nach deren Fertigstellung der Großteil der Spiele der 1. Mannschaft ausgetragen wurde.

## Persönlichkeiten
- Deniz Ayçiçek
- Ferhat Bıkmaz
- Joachim Gehrmann
- Hendrik Hahne
- Nicolas Kühn
- Uli Stein